# بوکتا (کوه)
بوکتا (به لاتین: Bouquetins) یک کوه در سوئیس است که در کانتون وله واقع شده‌است. بوکتا ۳٬۸۳۸ متر بالاتر از سطح دریا واقع شده‌است.